# Vlado Goreski
Vlado Goreski (født 21. april 1958), Bitola, Nordmakedonien - makedonsk kunstner og grafiker.
Studerede ved Kunstakademiet i Ljubljana, Slovenien og fakultet for kunsthistorie i Skopje, Nordmakedonien,,,,.
Kunstnerisk leder af International grafisk triennial - Bitola.
Han har deltaget i over 100 gruppekunstudstillinger og er forfatter til tyve soloudstillinger:Slovenien, Kroatien, Frankrig, England, Italien, Mexico , Polen , Rusland, Japan ...
Han har vundet over tyve priser for kunstneriske resultater.